# دايفيد ميلر (متسابق يخت)
دايفيد ميلر (بالفرنسية: David Miller)‏ (و. 1943  م) هو متسابق يخت كندي، ولد في فانكوفر، شارك في الألعاب الأولمبية الصيفية 1968.

## روابط خارجية
- دايفيد ميلر على موقع أوليمبيديا (الإنجليزية)